# Black Peak (Südgeorgien)
Der Black Peak (englisch für Schwarze Spitze) ist ein 806 m hoher und felsiger Berg auf Südgeorgien im Südatlantik. Auf der Barff-Halbinsel ragt er westlich des Ocean Harbour am südlichen Ende der Szielasko-Eiskappe auf.
Wissenschaftler der britischen Discovery Investigations kartierten ihn 1929 und benannten ihn deskriptiv.